# Son of India
Son of India is een Amerikaanse dramafilm uit 1931 onder regie van Jacques Feyder. Het scenario is gebaseerd op de roman Mr. Isaacs (1882) van de Amerikaanse auteur Francis Marion Crawford.

## Verhaal
Karim is de zoon van diamanthandelaar Hamid. Hij en zijn vader worden overvallen door een dievenbende. Zijn vader komt om, maar Karim overleeft de aanval, omdat hij wordt gered door de heilige man Rao Rama. Karim rest enkel nog een diamant. Wanneer hij die wil verkopen in Bombay, wordt hij beschuldigd van diefstal en door de autoriteiten opgepakt. Uiteindelijk wordt hij vrijgelaten, omdat een rijke Engelsman zijn verhaal kan bevestigen. Jaren later is Karim een rijke man. Hij wil trouwen met de Amerikaanse Janice Darsey, maar haar tante heeft reserves bij hun relatie.

## Rolverdeling
| Acteur            | Personage      |
| ----------------- | -------------- |
| Ramón Novarro     | Karim          |
| Madge Evans       | Janice Darsey  |
| Conrad Nagel      | William Darsay |
| Marjorie Rambeau  | Mevrouw Darsay |
| C. Aubrey Smith   | Dr. Wallace    |
| Mitchell Lewis    | Hamid          |
| John Miljan       | Juggat         |
| Nigel De Brulier  | Rao Rama       |
| Katherine DeMille | Amah           |
| Ann Dvorak        | Danseres       |